# Janne Virkkala
Janne Virkkala är en finländsk cellist.
Mellan 1993 och 2009 var han solocellist på Norrlandsoperan i Umeå. Han var därefter cellist i Jakobstads Sinfonietta åren 2009–2012, solocellist i Vasa stadsorkester 2011–2014 och cellist i Mellersta Österbottens kammarorkester sedan 2015.
Virkkala har tidigare spelat basfiol i den finska spelmansgruppen JPP och spelade tillsammans med dem in flera skivor.